# Eilema aurantioflava
Eilema aurantioflava là một loài bướm đêm thuộc phân họ Arctiinae, họ Erebidae.